# Ламсден
Ламсден (англ. Lumsden) — містечко в Канаді, у провінції Ньюфаундленд і Лабрадор.

## Населення
За даними перепису 2016 року, містечко нараховувало 501 особу, показавши скорочення на 8,1%, порівняно з 2011-м роком. Середня густина населення становила 24,5 осіб/км².
З офіційних мов обидвома одночасно не володів жоден з жителів, тільки англійською — 500.
Працездатне населення становило 59% усього населення, рівень безробіття — 17,4% (28% серед чоловіків та 0% серед жінок). 91,3% осіб були найманими працівниками, а 8,7% — самозайнятими.
Середній дохід на особу становив $40 088 (медіана $33 024), при цьому для чоловіків — $48 357, а для жінок $32 719 (медіани — $40 960 та $26 496 відповідно).
24,4% мешканців мали закінчену шкільну освіту, не мали закінченої шкільної освіти — 26,9%, 47,4% мали післяшкільну освіту, з яких 18,9% мали диплом бакалавра, або вищий.
| Статево-вікова структура населення | Статево-вікова структура населення | Статево-вікова структура населення | Статево-вікова структура населення | Статево-вікова структура населення |
| ---------------------------------- | ---------------------------------- | ---------------------------------- | ---------------------------------- | ---------------------------------- |
|                                    |                                    |                                    |                                    |                                    |
| Всього                             | Всього                             | 50,0%                              |                                    |                                    |
| 0 — 14 років                       | 0 — 14 років                       |                                    | 12,9%                              | 12,9%                              |
| 15 — 64 років                      | 15 — 64 років                      |                                    | 63,4%                              | 63,4%                              |
| 65 і більше                        | 65 і більше                        |                                    | 23,8%                              | 23,8%                              |
| 85 і більше                        | 85 і більше                        |                                    | 2%                                 | 2%                                 |
| Середній вік (років)               | Середній вік (років)               | 48,248,1                           | 48,2                               | 48,2                               |
| Медіана (років)                    | Медіана (років)                    | 52,553,1                           | 52,7                               | 52,7                               |
| — чоловіки — жінки                 |                                    |                                    |                                    |                                    |

| Походження мешканців:     | Походження мешканців:     | Походження мешканців: | Походження мешканців: | Походження мешканців: |
| ------------------------- | ------------------------- | --------------------- | --------------------- | --------------------- |
| Походження                |                           |                       | осіб                  | %                     |
| Корінні американці        | Корінні американці        |                       | 10                    | 2.35%                 |
| Інше північноамериканське | Інше північноамериканське |                       | 325                   | 76.47%                |
| Європейське               | Європейське               |                       | 180                   | 42.35%                |
| британське                | британське                |                       | 185                   | 43.53%                |

| Зайнятість населення за галузями (за класифікацією NOC): | Зайнятість населення за галузями (за класифікацією NOC): | Зайнятість населення за галузями (за класифікацією NOC): | Зайнятість населення за галузями (за класифікацією NOC): | Зайнятість населення за галузями (за класифікацією NOC): |
| -------------------------------------------------------- | -------------------------------------------------------- | -------------------------------------------------------- | -------------------------------------------------------- | -------------------------------------------------------- |
|                                                          |                                                          |                                                          |                                                          |                                                          |
| Управління                                               | Управління                                               |                                                          | 6,5%                                                     | 6,5%                                                     |
| Бізнес, фінанси та адміністрування                       | Бізнес, фінанси та адміністрування                       |                                                          | 10,9%                                                    | 10,9%                                                    |
| Природничі та прикладні науки                            | Природничі та прикладні науки                            |                                                          | 4,3%                                                     | 4,3%                                                     |
| Охорона здоров'я                                         | Охорона здоров'я                                         |                                                          | 10,9%                                                    | 10,9%                                                    |
| Освіта, правозахист, муніципальні та урядові служби      | Освіта, правозахист, муніципальні та урядові служби      |                                                          | 8,7%                                                     | 8,7%                                                     |
| Роздрібна торгівля та послуги                            | Роздрібна торгівля та послуги                            |                                                          | 8,7%                                                     | 8,7%                                                     |
| Гуртова торгівля, транспорт та обладнання                | Гуртова торгівля, транспорт та обладнання                |                                                          | 28,3%                                                    | 28,3%                                                    |
| Природні ресурси, сільське господарство                  | Природні ресурси, сільське господарство                  |                                                          | 8,7%                                                     | 8,7%                                                     |
| Виробництво                                              | Виробництво                                              |                                                          | 15,2%                                                    | 15,2%                                                    |

## Клімат
Середня річна температура становить 4,3°C, середня максимальна – 19,7°C, а середня мінімальна – -12,2°C. Середня річна кількість опадів – 1 058 мм.
| Клімат поселення                              | Клімат поселення | Клімат поселення | Клімат поселення | Клімат поселення | Клімат поселення | Клімат поселення | Клімат поселення | Клімат поселення | Клімат поселення | Клімат поселення | Клімат поселення | Клімат поселення | Клімат поселення |
| Показник                                      | Січ.             | Лют.             | Бер.             | Квіт.            | Трав.            | Черв.            | Лип.             | Серп.            | Вер.             | Жовт.            | Лист.            | Груд.            |                  |
| Середній максимум, °C                         | −1,25            | −1,7             | 1,97             | 6,97             | 11,93            | 16,54            | 19,17            | 19,74            | 15,09            | 9,78             | 4,89             | 0,01             |                  |
| Середня температура, °C                       | −6,49            | −6,94            | −3,3             | 1,70             | 6,68             | 11,29            | 15,85            | 16,41            | 11,77            | 6,44             | 1,56             | −3,32            |                  |
| Середній мінімум, °C                          | −11,75           | −12,2            | −8,56            | −3,54            | 1,44             | 6,02             | 12,52            | 13,08            | 8,43             | 3,11             | −1,78            | −6,65            |                  |
| Норма опадів, мм                              | 85               | 84               | 79               | 77               | 78               | 80               | 82               | 89               | 111              | 105              | 94               | 94               |                  |
| Середньомісячна швидкість вітру, м/с          | 5.16             | 5.07             | 5.20             | 5.20             | 4.86             | 4.70             | 4.37             | 4.50             | 4.90             | 5.24             | 5.22             | 5.28             |                  |
| Середньомісячна сонячна радіація, кДж/м²·день | 3646             | 6538             | 10444            | 13984            | 17172            | 19029            | 18812            | 15743            | 11502            | 6732             | 3782             | 2731             |                  |
| --------------------------------------------- | ---------------- | ---------------- | ---------------- | ---------------- | ---------------- | ---------------- | ---------------- | ---------------- | ---------------- | ---------------- | ---------------- | ---------------- | ---------------- |
| Джерело:                                      |                  |                  |                  |                  |                  |                  |                  |                  |                  |                  |                  |                  |                  |